# Фінансово-економічна криза 2008—2009 років в Україні
Виникнення фінансової та економічної кризи в Україні стало очевидним восени 2008 року після погіршення ряду економічних показників та повідомлень про фінансові проблеми ряду провідних комерційних банків країни. Так, ЗМІ повідомляли про істотне скорочення попиту на залізо та сталь, що призвело до зменшення обсягів експорту та надходження валюти до української економіки. Восени та на початку зими ціни на нерухомість впали на 25 %, було призупинено понад 80 % будівельних проєктів.
За оцінкою МВФ, обчислений у доларах США ВВП України за 2009 рік скоротився на 35.6% (179.6 млрд дол. 2008 проти 115.7 млрд дол. 2009-го). Внаслідок цього припинилося кредитування іпотеки і будівництва, що практично звело попит до нуля[джерело?].

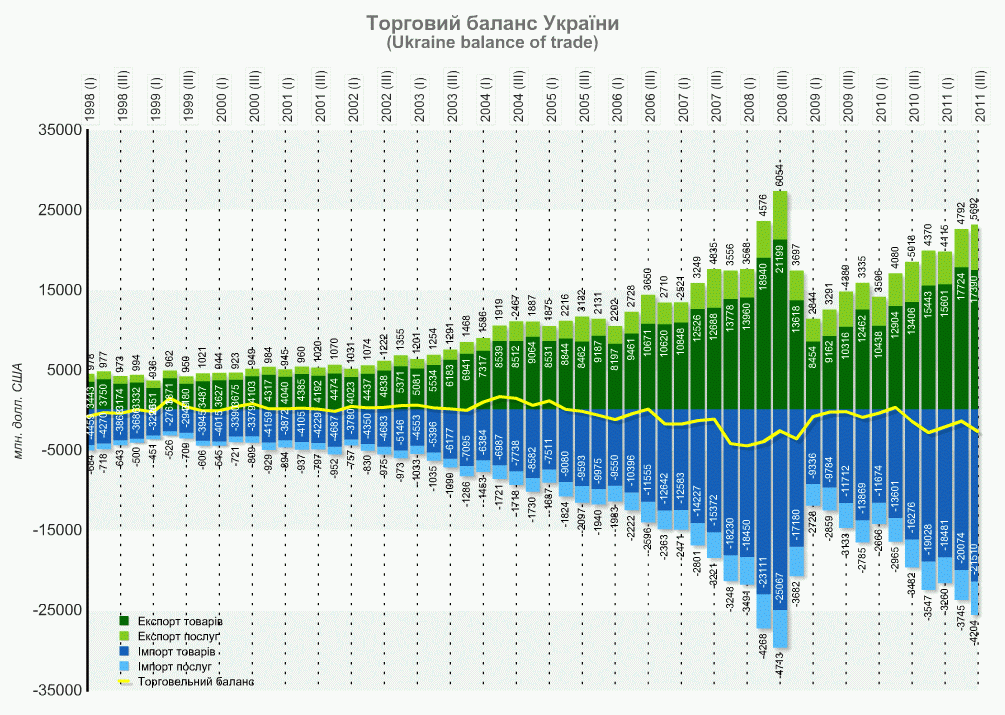
Падіння експортних цін викликало зростання дефіциту торгового балансу, що поряд з відтоком інвестицій з України викликало значне від'ємне сальдо платіжного балансу і призвело до девальвації гривні майже на 60%.

Зміна реального ВВП на початок 2009 року за країнами. Україна одна з найбільш постраждалих.
+10%>
+8-10%
+6-8%
+2-4%
+0-2%
-0-2%
-2-4%
-4-6%
-6-8%
-8-10%
<-10%

Далі почалось зниження цін на нерухомість[джерело?].

## Передумови

Обсяги грошової маси та інші грошові агрегати за роками до кінця 2008 року. Червоним кольором позначено грошовий агрегат M0.

### Зовнішні чинники
Основними зовнішніми чинниками, що вплинули на формування кризових явищ, стали світове падіння попиту на металургійну та хімічну продукцію більш ніж в 2 рази, що потягнуло за собою значне падіння ціни, і зростання конкуренції на зовнішньому ринку, до якої українська економіка не була готова. Внаслідок цього значно скоротилася частка експорту зазначених продуктів і відповідно валютних надходжень, зменшилися обсяги виробництва. На міжбанку зріс попит на долар і курс змінювався з 5.6 у вересні на 6.8 у листопаді, на 10.0 у другій половині грудня та з кінця січня 2009 року стабілізувався на рівні 8.3 грн. за 1 долар США .

### Внутрішні чинники
У період з 2004 до 2008 року, зовнішній борг України стрімко зростав. Станом на початок 2004 року валовий зовнішній борг України становив $23 811 млн., станом на початок 2007 року — $54 512 млн., на початок 2008 року — вже $79 995 млн. (порівнюючи з початком 2007 року, зростання сягнуло 46%). У жовтні 2008 року борг перевищив відмітку у сто мільйонів доларів США — $105 429 млн.
Серйозним чинником також стало те, що починаючи з 2006 року Україна мала від'ємне сальдо зовнішнього торговельного балансу: в 2006 році — $3 068 млн, в 2007 — $8 152 млн., за перші 9 місяців 2008 року — $10 071 млн.
Основним поштовхом стала інформація про зниження надійності вкладів у Промінвестбанку, що потягнуло за собою різкий відтік вкладів у ньому. Паралельно почав рости відтік коштів (дострокові зняття депозитів) і у інших банках. Обсяг відтоку сягнув 6-7 млрд доларів США за тиждень, після чого нацбанк своєю постановою обмежив дострокові зняття депозитів і видачу кредитів. Зроблено це було для запобігання кризи ліквідності банків та їх банкрутства[джерело?].

## Заходи з подолання кризи
З метою стабілізації фінансового ринку та допомоги комерційним банкам, Національний банк України залучив 16.5 млрд. дол. США кредиту від Міжнародного валютного фонду. В листопаді урядом було залучено кредит в розмірі 3 млрд. гривень для покриття бюджетного дефіциту. Також урядом прийнято низку антикризових нормативних актів, зокрема в сфері будівництва та банківській сфері.

## Наслідки

### Економіка

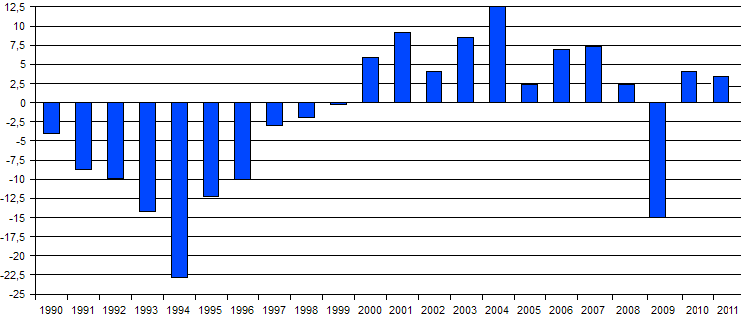
Динаміка реального ВВП України, починаючи з 1990 року

За прогнозами восени 2008 Міністерства фінансів України, валовий внутрішній продукт повинен був знизитися на 5 %. Однак у варіанті бюджету, ухваленому Верховною Радою 26 грудня, прогнозувалось зростання ВВП на 0.4 %. Урядом було заборонено оприлюднення оперативної статистичної інформації про макроекономічні показники України. Інформацію про ВВП за перший квартал 2009 року було оприлюднено 30 червня. Так, за перший квартал ВВП знизився на 20.3 % (в постійних цінах 2007 року), дефлятор ВВП дорівнював 22.4 %.
ВВП України за ІІІ квартал 2009 року (в постійних цінах 2007 року), у порівнянні з аналогічним періодом 2008 року, за попередніми даними знизився на 15,9%. Оприлюднення остаточних даних за ІІІ квартал очікується 30 грудня 2009 року.
За даними Міністерства економіки, рівень тіньового сектора економіки України за підсумками ІІ кварталу 2009 року становить 36% від офіційного ВВП. За попередніми оцінками, державний бюджет України, в результаті збільшення тіньового сектора, у 2009 році може недоотримати понад 100 млрд грн.
У ІІІ кварталі 2009 року Держкомстат України зафіксував двократне — до $432 млн. — прискорення відтоку прямих іноземних інвестицій з України. В результаті відтоку та курсової переоцінки притік прямих іноземних інвестицій у ІІІ кварталі 2009 року скоротився до $614 млн. Опитування керівництва провідних іноземних інвестиційних компаній, яке було проведене у жовтні 2009 року дослідницьким центром компанії Appleton Mayer, показало значне погіршення інвестиційного клімату в Україні. Так, за даними дослідження, 69% керівників іноземних інвестиційних компаній не збираються найближчим часом вивчати питання інвестування в економіку України. При цьому 34% іноземних інвестиційних компаній, які вже працюють в країні, збираються піти з України, а 26% — заморозити свої проєкти.
У жовтні 2008 року промислове виробництво скоротилося на 20 % (по відношенню до жовтня 2007 року), а спад виробництва в ключовій експортній галузі України, металургії, досяг 36 % (жовтень 2008 року у порівнянні з жовтнем 2007 року). У листопаді промисловість звалилася вже на 28,6 % у порівнянні з листопадом 2007 р.

### Зарплати
Уперше з початку року в Україні знизився показник середньої заробітної плати. За підсумками серпня він становив 1870 гривень. Це на 60 гривень менше, ніж у попередньому місяці. Протягом жовтня 2008 борги по зарплатах зросли ще на 2 відсотки і станом на листопад становили близько мільярда гривень. Найбільше заборгували працівникам машинобудівної, металургійної, транспортної і аграрної галузі. Про затримки зарплат повідомляють також ті, хто працює у бюджетній сфері. Вперше за кілька років невчасно виплачують пенсії.
В порівнянні з серединою 2008 року, середня зарплата влітку 2009 року в доларовому еквівалентні зменшилась з $343 до менш ніж $240, хоча в гривнях вона номінально зросла від 1735 грн. до 1845 грн. на місяць.

### Банківський сектор
Поширення інформації про конфлікт міноритарних акціонерів з керівництвом Промінвестбанку спричинило появу невпевненості серед вкладників банку. В грудні 2008 року російський Внешекономбанк повідомив про придбання Промінвестбанку.
11 жовтня 2008 року НБУ «з метою нейтралізації впливу зовнішньої фінансової кризи» постановою № 319 частково обмежив активні операції банків, заборонив дострокового виконання договорів по внесках і ввів 5-процентний коридор коливань курсу на готівковому ринку. Передбачалось, що обмеження діятимуть до стабілізації банківської системи України. Повідомлялось, що постановою № 413 від 5 грудня 2008 р. Нацбанк скасував дію своєї антикризової постанови № 319. Постановою № 319 зокрема вводилася заборона на дострокове розірвання договорів про депозити. Однак згодом банк відзначив, що вказаний пункт постанови № 319 залишається в силі.
В першій половині червня 2009 урядом було націоналізовано три «проблемні» банки: «Укргазбанк», «Родовід Банк» та «Київ». Загалом було витрачено 9.57 млрд гривень. Мінфін мав надрукувати облігації внутрішньої державної позики, ними уряд сплатити за банки, а потім за ці державні облігації банки отримають «живі» кошти в НБУ. В Укргазбанку уряд отримає 84.21 % акцій за 3.2 мільярди гривень, в «Родовід Банку» — 99.97 % за 2.809 мільярди, і в банку «Київ» — 99.93 % за 3.563 мільярди.
Впродовж останніх років банківська система України зазнала докорінних змін. Це частково зумовлювалося несприятливою економічною кон’юнктурою на тлі військового конфлікту та втрати значної частини економічного та інфраструктурного потенціалу, більш ніж трикратним падінням курсу гривні, і, як наслідок, значними втратами платоспроможності бізнесу та населення.
Під тиском макроекономічних та політичних шоків у сукупності з військовим конфліктом наявні проблеми у банківській системі вилились у системну банківську кризу 2014-2016 років. Тому Національний банк вдався до проведення "очищення" банківського сектора. Так за період 2014 – 2016 років було визнано неплатоспроможними 90 банків, активи яких до кризи становили близько третини активів усієї банківської системи.
Згідно з оцінками прямі фіскальні витрати України на подолання наслідків кризи банківського сектора вже сягнули 14% ВВП, що перевищує відповідні витрати понесені під час фінансово-економічної кризи 2008-09 років, тоді як загальні втрати економіки від кризи наразі становлять 38% ВВП.
Станом на 1 грудня 2017 р. в Україні було налічувалося 86 діючих банків (з них усі публічні акціонерні товариства).

### Будівництво

#### Ринок житла
Зміна ринку житла в Україні розпочалася з того, що у серпні 2008 р. ставки за іпотечними кредитами підняли 85 % вітчизняних банків, значно піднявши при цьому вимоги до позичальників. Наступним етапом була заборона НБУ видачі кредитів в іноземній валюті. Як наслідок на ринку відбувся відтік фінансових засобів, що призвело до занепад ринку іпотеки, а отже і до скорочення попиту, адже 70 % придбання житла здійснювалося за рахунок отриманих іпотечних кредитів. За даними Міністерства Юстиції в минулому році кількість укладених договорів купівлі-продажу квартир зменшилась на 18 % порівняно із 2007 р і склала 303.2 тис. Падіння цін відбулося у всіх областях України, так у столиці воно склало 50 %, в Ужгороді — 60 %, у Харкові — 40 %, а у менших містах ринок житла взагалі занепав.
17 червня 2009 роком Урядом було схвалене рішення виділити 2 млрд гривень з Державної іпотечної установи для участі в акціонах з метою придбання готового та готового на більш ніж 70 % житла з подальшою передачею в чергу пільговиків.

#### Ринок новобудівель
Ринок новобудівель в Україні, що активно розвивався протягом останніх років, взагалі занепав, залишивши безліч розпочатих будівель. Так, наприклад, у Києві до кінця зими було заморожено 80 % будівництв.
За даними Державного Комітету Статистики та Міністерства регіонального розвитку та будівництва
Головною причиною знову ж є замороження іпотеки. Міністерство Юстиції також дозволило банкам забирати закладене майно без суду, якщо заборгованість по ним сягає 90-120 днів (відповідно заключених договорів після 18 лютого поточного року). Значною також є проблема недобудов, адже клієнти вклавши кошти можуть не отримати свого житла. В свою чергу забудовники не бажають знижувати ціни, виправдовуючи це тим, що рентабельність новобудов становить не більше 10-15 %, і зниження вартості на 30-40 % призведе до зупинки будівництва взагалі. Проте на думку ріелторів ціни на новобудівлі впадуть уже літом до порогу собівартості, а недобудови — і того менше.
Перспективою подальшого розвитку новобудівель, на думку забудовників, є розвиток власних систем кредитування, зі строком виплати у 5-20 р, та середній ставці 7-14 % річних.

#### Ринок оренди житла
Щодо ринку оренди житла, то він явно демонструє лібералізацію, переводячи розрахунки в національну валюту, та значно збільшуючи пропозицію. На ринок вийшло багато власників майна, котрі відклали його продаж через кризу. Так, наприклад у Києві, пропозиція орендувати житло зросла майже вдвічі, становивши в вересні 2008 р — 14 тис., зросла до 23,7 тис. Схожа ситуація наявна також і у регіонах. Середня вартість оренди однокімнатної квартири в спальному районі впала більше ніж на $100. Навіть ціни на дорогі апартаменти, що традиційно менш вразливі до цінових коливань, впали в середньому на 40 %.

#### Ринок комерційної нерухомості
На комерційну нерухомість в Україні спостерігається різке падіння попиту відносно всіх її сегментів. Кількість пропозиції перевищує реальний рівень попиту уже в 1,5 раза. Так, навіть в порівнянні з груднем минулого року спільне число операцій зменшилося на 21 %, а їх сума скоротилася в 1,2 — 1,4 раза. З метою заохочення збуту власники знизили ціни, а також готові продавати та здавати в оренду свої приміщення в національній валюті. Більше 50 % оренди і 30 % продажів приміщень представлені у гривнях.
Також відбулося зниження цін на офісну нерухомість, в середньому на 25 %.

#### Ринок землі
Відповідно до загальної тенденції ціни на землю також впали. Зниження відбулося в середньому на 50 %, подекуди і більше. І землі, котрі були яблуком чвар забудовників котеджних містечок[відсутнє в джерелі], залишилися нікому непотрібними.